# Museo della lingua portoghese

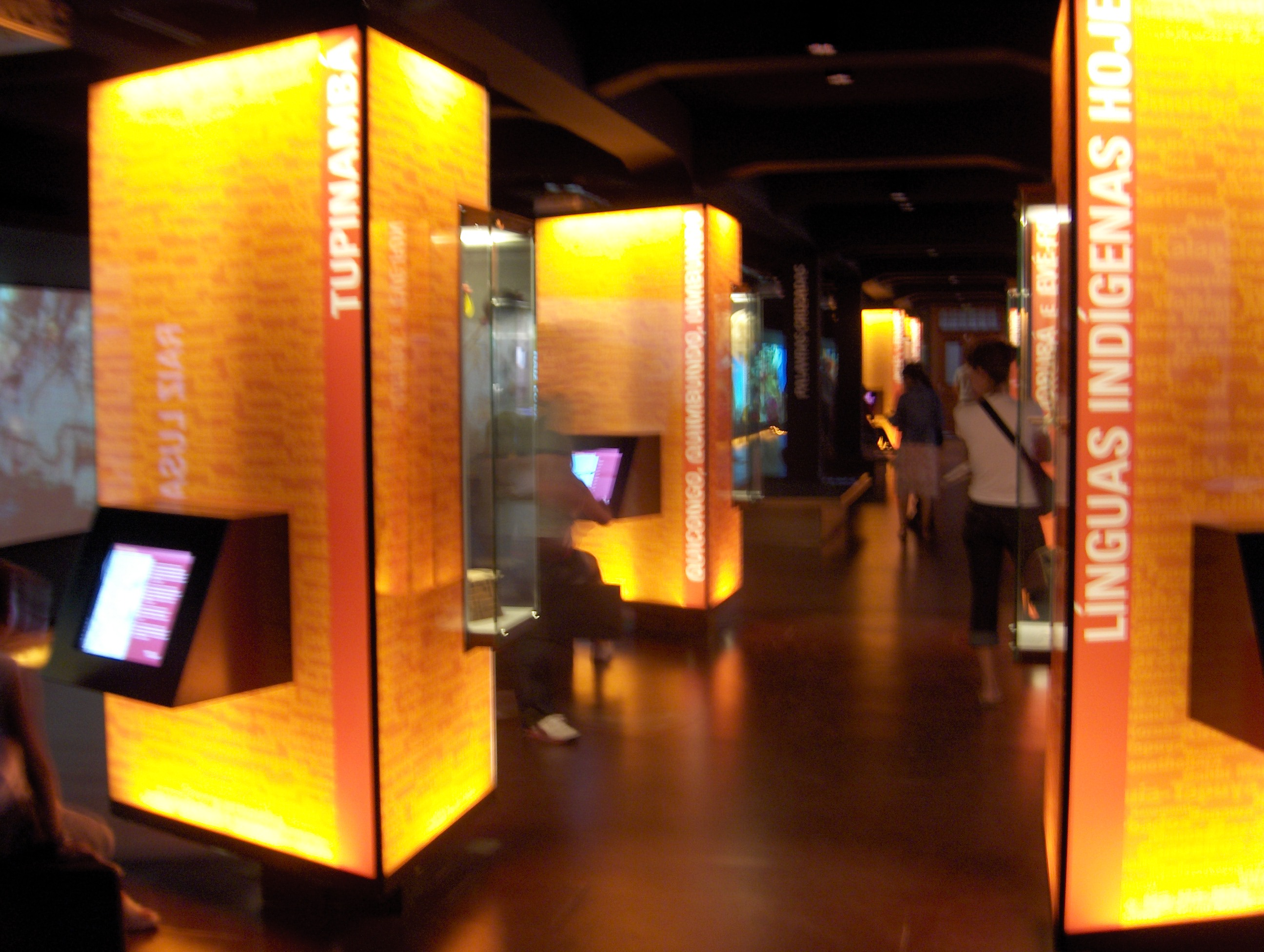
Totem interattivi

Il Museo della lingua portoghese (Museu da Língua Portuguesa) è un museo interattivo sulla lingua portoghese della città brasiliana di San Paolo. Si trova nello storico edificio della stazione di Luz, nell'omonimo quartiere.
Inaugurato nel 2006, fu chiuso dopo un incendio il 21 dicembre 2015 e riaprì il 12 marzo 2020.
Ideato dalla Segreteria della cultura paulista insieme alla fondazione Roberto Marinho e costato approssimativamente 37 milioni di real brasiliani (14,5 milioni di euro), il museo si propone di analizzare la lingua dai seguenti punti di vista: antichità, arte, incroci culturali e universalità.

## Ambienti interni
- Auditorio
- Gran Galeria
- Esposizioni temporanee
- Gioco dell'etimologia
- Mappa degli accenti
- Parole crociate: spazio con 8 totem multimediali
- Piazza della lingua: un planetario delle parole a forma di anfiteatro
- Linea del tempo - Storia della lingua portoghese